# Trigoides aclis
Trigoides aclis è un animale estinto, appartenente agli ctenofori. Visse nel Cambriano inferiore (circa 520 milioni di anni fa) e i suoi resti fossili sono stati ritrovati nella ben nota fauna di Chengjiang (Cina).

## Descrizione
Come altri ctenofori del Cambriano, anche questo animale possedeva piastre apicali, raggi piegati, un organo apicale dotato di uno statolite, righe a pettine e lobi orali. Tuttavia, Trigoides si differenziava da animali simili (ad esempio Gemmactena) per il corpo più ampio, con raggi superiori quasi orizzontali e più corti dei raggi inferiori. Anche questo animale, come gli altri ctenofori di Chengjiang, sembrerebbe aver avuto un certo grado di sclerotizzazione, mancante negli ctenofori attuali.

## Classificazione
Trigoides venne descritto per la prima volta nel 1999, e venne inizialmente attribuito agli artropodi. Successivamente venne considerato un membro degli ctenofori. A differenza di molti omologhi attuali, tuttavia, Trigoides era sprovvisto di tentacoli, aveva un corpo sclerotizzato e possedeva otto coppie di righe a pettine. Trigoides e i suoi stretti parenti sono stati in seguito riconosciuti in gruppo monofiletico (Scleroctenophora) all'interno degli ctenofori (Ou et al., 2015).